# Noureddine Amir
Pour les articles homonymes, voir Amir.
Noureddine Amir (né à Rabat en 1967) est un styliste marocain. En 2018, il est « Membre invité » de la Fédération française de la couture et présente sses créations à Paris.

## Biographie
Noureddine Amir fait ses études à l'Esmod Casablanca (École supérieure des arts et techniques de la mode) dont il sort diplômé en 1996.
Il part travailler à New York comme costumier pour la vidéaste et photographe iranienne Shirin Neshat puis, en 2001, revient au Maroc.
En 2014, Noureddine Amir expose son travail à l'Institut du monde arabe de Paris. C'est lors de cet événement qu'il attire l'attention de Pierre Bergé,.
Reconnu pour ses robes, il expose au musée Yves-Saint-Laurent de Marrakech en 2018. La même année, il est invité par la Fédération française de la couture à présenter son travail lors d'un défilé à Paris dans le cadre de la semaine de la mode de la capitale française. Il devient alors le premier Marocain à présenter un défilé « Couture » au musée de l’Institut du Monde Arabe, durant le calendrier de la Fashion week de Paris, en tant que « Membre invité »,,.